# Дехтерёв, Парфений Михайлович
Парфе́ний Миха́йлович Дехтерёв (рус. дореф. Парфе́ній Миха́йловъ Дехтере́въ; 1796, Калуга, Калужское наместничество, Российская империя — 14 [26] марта 1837, Киев, Киевская губерния, Российская империя) — киевский купец ІІ гильдии, киевский городской голова (1835—1837).

## Биография
Происходил из калужской купеческой династии. Его отец, старообрядец, Михаил Никитич Дехтерёв, переселился в Киев в начале XIX века, где основал торговое дело, которое позднее продолжили Парфений Михайлович с братом Тимофеем Михайловичем.
В 1835 году был избран гласным вновь учрежденной Киевской городской думы. Баллотировался на выборах городского головы, которые состоялись 19 марта 1835 года. Тогда большинство голосов получил купец 3-й гильдии Иван Ходунов, однако он не был утвержден генерал-губернатором графом Василием Левашовым. На повторных выборах городским головой был избран Парфений Михайлович. Пробыв в этой должности чуть менее двух лет, скоропостижно умер от простуды в марте 1837 года. Похоронен в Киеве на старообрядческом кладбище, захоронение не сохранилось. Исполняющим же должность городского головы стал старший гласный Павел Елисеев.
Жена — Екатерина Павловна (1804—?), из старинного калужского купеческого рода Губкиных. Повенчаны 24 октября (6 ноября) 1820 года в калужской церкви Покрова на рву. Их дети: Гавриил, Михаил, Николай, Варвара и Клавдия. Наиболее известен из них Михаил — киевский благотворитель, в честь которого была названа Дегтярёвская улица.